# 青いうた〜のど自慢 青春編〜
『青いうた〜のど自慢 青春編〜』（あおいうた のどじまん せいしゅんへん）は、2006年5月13日に公開された日本映画。
映画『のど自慢』のアナザーストーリーであり、青森県むつ市を舞台にした若者たちの青春群像劇となっている。本家版の主人公の一人である赤城麗子（室井滋）も登場する。

## あらすじ
青森県むつ市で育った達也は、以前傷害や窃盗などの犯罪を犯して少年院から出所してきたばかり。出所後も達也は不良とケンカをしたり、祖母・美佐の隙を見て金を盗んだりと保護司・木村を不安にさせる。また少年院行った影響らしく、達也は1歳年下の俊介と恵梨香と達也の弟・良太と同じ中学3年生となる。ある日、良太が合唱部の顧問・海野(うんの)から、良太の歌い方が合唱を乱すため、退部して達也と歌った方がいいと言われる。
達也は、良太のために半ば強引に説得して俊介と恵梨香の4人で『ザ・リョーターズ』(良太にちなんで)を結成。卒業パーティーの出し物として4人で『ケセラセラ』の歌を披露することを決める。『ザ・リョーターズ』の面々は、数日後に迫る本番に向けて、地元のカラオケ喫茶でマスターに見守られながら練習する。当日、舞台袖で緊張した4人は「ケセラセラ」と3回おまじないを唱えてリラックスしてから舞台に上がる。しかし、達也と敵対する不良たちが現れて会場で暴れ回り、達也たちは歌えないままイベントが終わってしまう。
中学を卒業した4人はそれぞれの道へ進み、良太は中国料理店で働き出し、先輩従業員から怒られる毎日だが、女子高生の小麦に恋をする。恵梨香は美容師を目指し美容専門学校に通うが、母・留美と島田の交際に反感を抱く。俊介は父親の期待を受けて進学校である東京の高校で寮生活を送るが、学校に馴染めない。達也は、木村の工場で働きながら、ある程度お金を貯めたら金持ちになるために上京することを決める。達也が上京すると知り寂しがる良太のために、達也は子供の頃に歌った『ケセラセラ』のカセットテープを託す。
達也は上京するも職を転々とし、新聞配達員の先輩・ごとうと共に強面の桜井が経営する会社で仕事を始める。上京前に達也と恵梨香は付き合い始めたが遠距離恋愛となり、忙しい達也は電話で会話する時間もままならない。そんな中、良太は地元青森で『のど自慢』が開催されると知り、『ザ・リョーターズ』の4人の名前で勝手に応募する。後日、予選参加の通知が届き、出場を渋る俊介と恵梨香は喫茶店のマスターの後押しで参加を決める。
良太たちは、きっと達也も駆けつけて『ケセラセラ』を一緒に歌ってくれると信じ、本番の日を迎える。

## キャスト
山崎達也
演 - 濱田岳
中学3年生。素行が悪く、暴行傷害・窃盗などを起こして少年院生活を経験。子供の頃に父親が自営業で失敗して自殺し借金取りが押しかけたことがある。そのため貧しい生活にうんざりして、いつも金のことばかり考えている。良太から『にっちゃ(兄ちゃん)』と呼ばれて慕われる。良太とは仲はいい方だが、時折良太の言動にイライラさせられることもある。作中では『のど自慢』に対して、どちらかと言うと否定的な考えを持っている。
山崎良太
演 - 冨浦智嗣
中学3年生。いつも明るい少年。作中では、地元の同年代の若者からおつむが弱く物覚えが悪いことで知られる。元合唱部所属。しかし、歌唱時に大きく体を揺らすこともあり、歌はそれほど上手くない。好物はチャーハン。家でも自分で作って美味しそうに食べているが、後に働く中国料理店の従業員から「マズい」と言われている。ストレスを感じると頭をかきむしる癖がある。
沢口俊介
演 - 落合扶樹
中学3年生。あだ名は、『しゅんちゃん』。医者の息子。中学卒業後は地元を離れて東京の高校に入学し寮生活を送る。父親から医者を継ぐように言われて進学したが、自身は獣医になりたいと思っている。中学生の頃は陸上部所属で、走ることが好き。その後、達也と恵梨香が付き合っていることを知った上で、恵梨香に告白する。
南恵梨香
演 - 寺島咲
中学3年生。達也のクラスメイト。自立心が強く美容師になるのが夢。中学卒業後は昼間は美容室でバイトしながら、夜間の美容専門学校に通う。その後、達也と付き合い始めるが遠距離恋愛になり、達也からの連絡が一方的な会話で短時間で終わらせることに不満を持つ。留美と島田の交際を良く思わず、反抗的な態度を取る。

### 達也が地元で関わる人物
山崎美佐
演 - 緑魔子
達也の祖母。土産物屋の商品販売で細々と暮らす。『ケセラセラ(なるようになるの意味)』という言葉がモットー。穏やかな人柄で孫の達也と良太の親代わりとなっている。
木村工場長
演 - 平田満
達也の保護司。達也のことを気にかけており、中学卒業後に達也を工場で雇う。作中では『のど自慢』と『プロジェクトX』のファン。
先輩工員
演 - 日向丈
木村の工場で働く達也の先輩。若い頃勤務中に右足の一部を切断してしまったため義足。そのため達也が仕事に集中できていない時は、厳しく注意する。
赤い髪の不良
演 - 清水優
達也と同じ年ぐらいの少年。達也から『クソ銀バエ』と呼ばれる。達也を敵視しており出会う度に仲間と共にケンカをふっかけてくる。

### 達也が上京後に関わる人物
ごとう
演 - 魚谷輝明
達也と同じ新聞配達員で先輩。関西弁を話す。セコくて軽い性格で短絡的な物の考え方をする。アメリカで回転焼き肉店を開くのが夢。
桜井
演 - 豊原功補
ヤミ金融を営む男。達也のことを『たつ』のあだ名で慕い、目をかける。数年前にスナックでボーイをしていた時に店に麗子が営業で来たことがある。

### 良太の関係者
海野先生
演 - 木下ほうか
合唱部の顧問。合唱では指揮を担当。合唱の和を乱し、要領が悪い良太のことを疎ましく思い、テキトーなことを言って良太をあしらう。
高橋小麦
演 - 岡本奈月
ベーカリーショップでバイトする女子高生。良太から好意を寄せられ、告白される。

### 恵梨香の関係者
南留美
演 - 斉藤由貴
恵梨香の母。恵梨香とは二人暮らしで夫とは死別。連獅子が描かれたデコトラの運転手として生活を支える。島田と付き合っているが難しい年頃の恵梨香のことを考えると一歩踏み出せないでいる。
島田
演 - 甲本雅裕
留美の恋人。普段は郵便局員として働きバイクで郵便物を配達している。優しい男性だが、恵梨香からは毛嫌いされている。

### 喫茶店の関係者
喫茶店『新世界』のマスター
演 - 宅間孝行
達也の地元のカラオケ喫茶の経営者。時には悩みを抱える人にアドバイスする。動物の襟巻きのようなものを左肩に掛けている。店内は、多種多様な物を置いて装飾している。
教授
演 - 団時朗
『新世界』の常連客。いつも一人で来ている。『下北小町』と呼ばれる女性に40年も片想いし続け独身を貫く。貧しい家庭に育ち苦学の末教授になった人。
真壁昌夫
マスターの高校の頃の後輩。東京でブランド品を輸入販売会社を経営。喫茶店に来た時に達也と出会い、達也が真壁を頼って上京する。言動にクセがあり、やや胡散臭い人。

### その他の人物
赤城麗子
演 - 室井滋
売れない演歌歌手。手売りするための自身の新曲のCDが入ったキャリーバッグを片手に一人でドサ回りする。ただし6年前に発売されたCDを「新曲」と言って通している。
由紀さおり
演 - 由紀さおり
本人役。冒頭の作中のテレビで放送される『のど自慢』のゲスト役。
生方恵一
演 - 生方恵一
本人役。『のど自慢』の司会進行役。出場者たちの歌唱前にそれぞれのエピソードを紹介する。
(役柄不明)
演 - 白川みなみ
(役柄不明)
演 - 松林慎司

## スタッフ
- 監督：金田敬
- 脚本：斉藤ひろし
- プロデューサー：椎井友紀子
- 製作：李鳳宇、細野義朗、河合洋
- 撮影：志賀葉一
- 音楽：加藤和彦
- 編集：菊地純一
- 助監督：小野寺昭洋
- 企画・製作：シネカノン

## 作中の歌について

### 『ケセラセラ』について
- 作中で歌われる『ケセラセラ』とは「なるようになる」という意味とされる。日本では過去にペギー葉山によりカバーされた歌としても知られる。

- この歌は美佐が好きな歌で、達也が子供の頃に良太のために歌っていた思い出の歌でもある。以前から兄弟は美佐により「人生はケセラセラだ。楽しいことだけ考えていなさい」と口癖のように聞かされていた。

- また俊介と恵梨香も良太から「ケセラセラ」の言葉を『ばっちゃ(美佐)のおまじない』として使っていることを聞かされる。4人もそれぞれの生活の中で「ケセラセラ」を唱えることで物事がうまくいくようにその言葉を口にする。

### 作中の主な挿入歌など
『ケセラセラ』
『ザ・リョーターズ』のメンバーが歌唱するシーン以外に、達也が子供の頃に歌い吹き込んだカセットテープの音源にも使われる。また、エンディングテーマの『Miracle』が流れる直前に外国語歌詞のこの曲(原曲かは不明)が使われている。
『花のように』
- 作詞：北山修、作曲：加藤和彦 、唄：ベッツィ&クリス

上京直前に達也が恵梨香に散髪してもらうシーンから、そのまま達也が青森からバスで東京に向かうシーンで使われている。また、後に恵梨香が東京から青森にバスで帰るシーンでこの曲のインストゥルメンタルが流れる。
『翼をください』
- 作詞：山上路夫、作曲：村井邦彦

良太が所属する中学の合唱部が海野の指揮のもと合唱する。また、『のど自慢』の参加者が歌唱する。
『ビリーブ』
- 作詞・作曲：杉本竜一

木村が工場にあるテレビで『のど自慢』を見ている時にゲストの由紀さおりが歌唱する。
『おしどり涙』
- 作詞：あべとら、作曲：三木たかし

温泉旅館らしき場所のショーで赤城麗子が持ち歌であるこの曲を歌唱する。
『One Night Carnival』
- 作詞・作曲：綾小路翔

喫茶店『新世界』のカラオケで達也が歌唱する。また、恵梨香のケータイの着信メロディにも使われる。本作のエンドロールのテロップ表記は、『ONE NIGHT CARNIVAL』。
『昴』
- 作詞・作曲：谷村新司

喫茶店『新世界』のカラオケで真壁が歌唱する。
『嵐の素顔』
- 作詞：三浦徳子 、作曲：後藤次利

デコトラに乗りながら留美が口ずさむ。
『地上の星』
- 作詞・作曲：中島みゆき

木村が工場で働く工員の様子を見ながら、口ずさむ。
『失恋レストラン』
- 作詞・作曲：つのだ☆ひろ

『新世界』のマスターが店で少しだけ口ずさむシーンがある。
『夜霧よ今夜もありがとう』
- 作詞・作曲：浜口庫之助

桜井が車の後部座席で少しだけ口ずさむシーンがある。
『ギンギラギンにさりげなく』作詞：伊達歩(伊集院静)、作曲：馬飼野康二
『花』作詞・作曲：ORANGE RANGE
『つんつん津軽』作詞：荒木とよひさ、作曲：三木たかし
『Happy Days』作詞・作曲：愛(大塚愛)エンドロールのテロップ表記は『HAPPY DAYS』
『マツケンサンバII』作詞：吉峰暁子、作曲：宮川彬良
『見上げてごらん夜の星を』作詞：永六輔、作曲：いずみたく
『木綿のハンカチーフ』作詞：松本隆、作曲：筒美京平
『のど自慢』の参加者が歌唱する。

### エンディング・テーマ
『Miracle』
- 作詞：佐潟武、作曲：坂室賢一、唄：HAYABUSA